# 岡本英太郎
岡本 英太郎（おかもと えいたろう、1871年11月2日〈明治4年9月20日〉 - 1953年〈昭和28年〉5月16日）は、日本の農商務官僚。位階は従三位、勲等は勲二等瑞宝章。
農商務次官（第25代）、産業組合中央金庫理事長（初代）、特許局長官（第20代）、国際労働総会日本政府代表。錦鶏間祗候。

## 経歴
大阪府三島郡山田村（現在の吹田市）出身。
岡本家は雄略天皇の御宇、伊射奈岐神社（吹田市山田東）の初代神主・岡本豊足彦を始祖とする1000年以上連綿と続く素封家である。
1898年（明治31年）、東京帝国大学法科大学仏法科を卒業し、同年12月文官高等試験に合格した。農商務省に入り、林務官、山林局事務官・書記官、鉱山監督局事務官・書記官、官営八幡製鉄所理事、山林局長、商工局長・戦時保険局長、商務局長、農務局長、農商務次官、兼特許局長官を歴任し、1923年（大正12年）12月8日、農商務次官を依願免本官となり退官した。
退官後は産業組合中央金庫（現農林中央金庫）の創設に尽力し初代理事長を務め、その後さらに養鶏組合中央会会頭に就任した。その他に協調会評議員、中央報徳会理事、産業組合中央会特別会員などを務めた。
1932年（昭和7年）9月27日、錦鶏間祗候を仰せ付けられた。

## 栄典
位階
- 1923年（大正12年）12月28日 - 従三位[7]

勲章
- 1920年（大正9年）11月1日 - 勲二等瑞宝章[8]
- 1940年（昭和15年）8月15日 - 紀元二千六百年祝典記念章[9]

## 親族
- 渡邉邁 - 岳父[10]。日光二荒山神社宮司、三嶋大社宮司、早稲田大学教授。
- 渡部信 - 妻の弟[1]。帝室博物館総長（第6代）。貴族院議員。
- 関屋貞三郎 - 渡部信の従兄。宮内次官（第11代）、枢密顧問官。